# Belinda Granger
Belinda Jane Granger (* 20. November 1970 als Belinda Jane Smith) ist eine ehemalige australische Triathletin und mehrfache Ironman-Siegerin.

## Werdegang
Belinda Smith fing 1991 während ihres Universitätsstudiums mit Aquathlon an, wechselte bald zum Triathlon und sie startete seit 2003 als Profi-Triathletin.
Im Juli 2013 erklärte Belinda Granger nach der Challenge Roth ihre Karriere für beendet. Im April 2014 startete sie dann aber doch wieder auf der Langdistanz bei der Challenge Taiwan, wo sie den dritten Rang belegte. Sie wurde trainiert von Brett Sutton und ihr Spitzname ist „BG“.
Im März 2014 erklärte die damals 43-Jährige erneut, sie werde ihre aktive Karriere nun nach mehr als zwanzig Jahren Ende 2014 beenden. 2015 startete sie wieder bei Ironman-70.3-Rennen.
Sie ist seit 1999 verheiratet mit dem ehemaligen Triathleten Justin Granger (* 1971).

## Sportliche Erfolge
| Datum/Jahr    | Rang | Wettbewerb                   | Austragungsort        | Zeit        | Bemerkung                                                                                   |
| ------------- | ---- | ---------------------------- | --------------------- | ----------- | ------------------------------------------------------------------------------------------- |
| 10. Mai 2015  | 6    | Ironman 70.3 Vietnam         | Đà Nẵng               | 04:47:32    | bei der Erstaustragung                                                                      |
| 22. Nov. 2014 | 2    | Laguna Phuket Triathlon      | Phuket                | 02:58:51    |                                                                                             |
| 16. Nov. 2014 | 4    | Challenge Shepparton         | Shepparton            | 04:33:58    |                                                                                             |
| 24. Aug. 2014 | 8    | Challenge Gold Coast         | Gold Coast            | 03:04:01    | auf der Halbdistanz                                                                         |
| 16. März 2014 | 3    | Challenge Batemans Bay       | Batemans Bay          | 04:37:39    |                                                                                             |
| 1. Juni 2013  | 1    | Ironman 70.3 Hawaii          | Hawaii                |             |                                                                                             |
| 2. Dez. 2012  | 3    | Ironman 70.3 Asia Pacific    | Phuket                | 04:41:53    | 12. Start in Thailand                                                                       |
| 25. Nov. 2012 | 2    | Laguna Phuket Triathlon      | Phuket                | 02:57:14,7  |                                                                                             |
| 3. Nov. 2012  | 2    | Ironman 70.3 Taiwan          | Kenting-Nationalpark  |             |                                                                                             |
| 5. Aug. 2012  | 3    | Ironman 70.3 Philippines     | Camarines Sur         | 04:32:09    | Dritte in Cebu City                                                                         |
| 5. Mai 2012   | 4    | Ironman 70.3 Busselton       | Busselton             | 04:28:39    |                                                                                             |
| 12. Feb. 2012 | 1    | Urban 2.80.20 Triathlon      | Geelong               | 04:11:39    | Sieg auf der Mitteldistanz (2 km Schwimmen, 80 km Radfahren und 20 km Laufen)               |
| 4. Dez. 2011  | 8    | Ironman 70.3 Asia Pacific    | Phuket                | 04:41:10    |                                                                                             |
| 27. Nov. 2011 | 2    | Laguna Phuket Triathlon      | Phuket                | 02:57:33    |                                                                                             |
| 30. Okt. 2011 | 6    | Noosa Triathlon              | Noosa                 | 02:08:56    | [ 4 ]                                                                                       |
| 18. Sep. 2011 | 1    | Ironman 70.3 Tokoname        | Tokoname              | 04:45:59    |                                                                                             |
| 13. Aug. 2011 | 1    | Ironman 70.3 Philippines     | Camarines Sur         | 04:26:03    |                                                                                             |
| 7. Mai 2011   | 4    | Ironman 70.3 Busselton       | Busselton             | 04:16:35    |                                                                                             |
| 5. Dez. 2010  | 3    | Laguna Phuket Triathlon      | Phuket                | 04:30:49    |                                                                                             |
| 28. Nov. 2010 | 1    | Laguna Phuket Triathlon      | Phuket                | 02:55:08    |                                                                                             |
| 30. Okt. 2010 | 2    | Ironman 70.3 Taiwan          | Kenting               | 04:41:26,03 | Zweite bei der Erstaustragung                                                               |
| 5. Juni 2010  | 1    | Ironman 70.3 Hawaii          | Hawaii                | 04:34:38    | Siegerin vor Bree Wee                                                                       |
| 14. März 2010 | 1    | Ironman 70.3 China           | Haikou                | 04:42:58    |                                                                                             |
| 6. Dez. 2009  | 2    | Laguna Phuket Triathlon      | Phuket                | 02:49:51    | [ 5 ]                                                                                       |
| 29. Mai 2009  | 1    | Ironman 70.3 Hawaii          | Hawaii                | 04:33:16    | [ 6 ]                                                                                       |
| 7. Dez. 2008  | 1    | Laguna Phuket Triathlon      | Phuket                | 02:47:11    | [ 7 ]                                                                                       |
| 8. Juni 2008  | 1    | Kraichgau Triathlon Festival | Kraichgau             | 03:11:48    | Siegerin auf der Mitteldistanz                                                              |
| 25. Mai 2008  | 1    | Challenge France             | Niederbronn-les-Bains | 04:35:05    | erstes Rennen über die Mitteldistanz (1,9 km Schwimmen, 90 km Radfahren und 21,1 km Laufen) |
| 2008          | 1    | Antwerp Ironman 70.3         | Antwerpen             |             |                                                                                             |
| 2. Dez. 2007  | 3    | Laguna Phuket Triathlon      | Phuket                | 02:46:37    |                                                                                             |
| 2007          | 1    | Ironman 70.3 Singapore       | Singapur              | 04:11:33    |                                                                                             |
| Dez. 2003     | 2    | Laguna Phuket Triathlon      | Phuket                |             |                                                                                             |
| 1998          | 1    | Noosa Triathlon              | Noosa                 | 02:04:37    | auf der olympischen Distanz (1,5 km Schwimmen, 40 km Radfahren und 10 km Laufen)            |

| Datum/Jahr    | Rang | Wettbewerb                                      | Austragungsort   | Zeit     | Bemerkung |
| ------------- | ---- | ----------------------------------------------- | ---------------- | -------- | --- |
| 19. Apr. 2014 | 3    | Challenge Taiwan                                | Taitung          | 09:45:06 | 50. Start auf der Ironman-Distanz |
| 14. Juli 2013 | 7    | Challenge Roth                                  | Roth             | 09:20:11 | war eigentlich als letzter Start auf der Langdistanz angekündigt |
| 4. Mai 2013   | 1    | Challenge Taiwan                                | Taitung          | 09:23:15 | |
| 15. Sep. 2012 | 2    | MetaMan Triathlon                               | Bintan           | 09:40:16 | Zweite bei der Erstaustragung hinter der Australierin Candice Hammond |
| 8. Juli 2012  | 10   | Challenge Roth                                  | Roth             | 09:26:48 | ETU-Europameisterschaft auf der Langdistanz |
| 3. Juni 2012  | 4    | Ironman Cairns                                  | Cairns           | 09:32:16 | [ 10 ] |
| 10. Juli 2011 | 5    | Challenge Roth                                  | Roth             | 09:12:56 | |
| 5. Juni 2011  | 5    | Challenge Cairns                                | Cairns           | 09:44:41 | [ 11 ] |
| 10. Apr. 2011 | 6    | Ironman South Africa                            | Port Elizabeth   | 09:29:00 | |
| 12. März 2011 | 9    | Abu Dhabi International Triathlon               | Abu Dhabi        | 07:49:09 | 3 km Schwimmen, 200 km Radfahren und 20 km Laufen |
| 15. Jan. 2011 | 1    | Challenge Wanaka                                | Wanaka           | 10:26:17 | zweiter Sieg (nach 2007) im Mount-Aspiring-Nationalpark |
| 15. Aug. 2010 | 2    | Challenge Copenhagen                            | Kopenhagen       |          | Zweite bei der Erstauflage in Kopenhagen über die Langdistanz |
| 18. Juli 2010 | 4    | Challenge Roth                                  | Roth             | 09:15:25 | |
| 27. Feb. 2010 | 1    | Ironman Malaysia                                | Langkawi         | 09:23:33 | Granger schaffte den dritten Sieg auf Malaysia in Folge. |
| Okt. 2009     | DNF  | Ironman Hawaii                                  | Hawaii           | –        | |
| 30. Aug. 2009 | 2    | Ironman Canada                                  | Penticton        | 09:40:46 | |
| 12. Juli 2009 | 5    | Challenge Roth                                  | Roth             | 09:12:12 | persönliche Bestzeit auf der Langdistanz (3,86 km Schwimmen, 180,2 km Radfahren und 42,195 km Laufen)                                                                         |
| 28. Feb. 2009 | 1    | Ironman Malaysia                                | Langkawi         | 09:21:10 | Belinda Granger konnte beim ersten Ironman der Saison vor Nicole Leder mit einem neuen Streckenrekord den ersten Platz erreichen und ihren Titel aus dem Vorjahr verteidigen. |
| 20. Apr. 2008 | 1    | Ironman China                                   | Haikou           | 10:08:37 | |
| 23. Feb. 2008 | 1    | Ironman Malaysia                                | Langkawi         | 09:29:21 | |
| 2008          | 1    | Ironman Canada                                  | Penticton        | 09:17:58 | |
| 20. Jan. 2007 | 1    | Challenge Wanaka                                | Wanaka           | 09:38:26 | |
| 1. Apr. 2007  | 2    | Ironman Australia                               | Port Macquarie   |          | |
| 2007          | 1    | Ironman USA                                     | Lake Placid      |          | |
| 2007          | 3    | Challenge Roth                                  | Roth             |          | |
| 2006          | 1    | Ironman Canada                                  | Penticton        | 09:25:13 | |
| 2006          | 2    | Ironman Australia                               | Port Macquarie   | 09:30:30 | |
| 3. Apr. 2005  | 3    | Ironman Australia                               | Port Macquarie   | 09:27:19 | |
| 2005          | 1    | Challenge Roth                                  | Roth             | 09:14:06 | |
| 4. Juli 2004  | 2    | Challenge Roth                                  | Roth             |          | Im Rahmen der Quelle Challenge Roth wird auch die Deutsche Meisterschaft über die Langdistanz (3,8 km Schwimmen, 180 km Radfahren, 42,195 km Laufen) ausgetragen.             |
| 2004          | 2    | Ironman Australia                               | Port Macquarie   | 09:10:36 | |
| 23. Feb. 2003 | 2    | Ironman Malaysia                                | Langkawi         | 10:09:22 | |
| 6. Apr. 2003  | 3    | Ironman Australia                               | Port Macquarie   | 09:35:56 | |
| 31. Aug. 2003 | 1    | Ironman Korea                                   | Seogwipo         | 09:59:05 | |
| 2002          | 1    | Ironman Korea                                   | Seogwipo         | 09:43:56 | [ 16 ] |
| 2002          | 3    | Ironman Australia                               | Port Macquarie   | 09:37:22 | |
| 2001          | 1    | Ironman Korea                                   | Seogwipo         |          | |
| 8. Apr. 2001  | 2    | Ironman Australia                               | Port Macquarie   | 09:32:29 | |
| 2000          | 4    | Ironman Australia                               | Port Macquarie   | 09:34:48 | |
| 11. Juli 1999 | 14   | ITU Long Distance Triathlon World Championships | Säter            | 06:58:49 | |
| 1999          | DNF  | Ironman Australia                               | Port Macquarie   | –        | erster Ironman-Start |
| 5. Sep. 1998  | 14   | ITU Long Distance Triathlon World Championships | Sado (Insel)     | 07:10:21 | |
| 7. Sep. 1996  | 24   | ITU Long Distance Triathlon World Championships | Muncie (Indiana) | 04:33:18 | |

(DNF – Did Not Finish)